# Atròpates
Atròpates (en persa antic *Ātr̥pātah, en grec antic Ἀτροπάτης Atropátēs; segons Estrabó Atròpat, del grec antic Ἀτροπάτος Atropátos, en llatí Atrŏpătos) fou un general i sàtrapa persa, i després sàtrapa per compte d'Alexandre el Gran per esdevenir finalment rei de la part nord-oest de la Mèdia que del seu nom es va dir Mèdia Atropatene o simplement Atropatene.
Membre d'una noble família mazdaista, el seu nom vol dir "portador del foc". Abans del 331 aC havia estat ja nomenat sàtrapa de Mèdia. Va participar en la batalla de Gaugamela el 1r d'octubre del 331 aC al front dels cadusis (cadusii), albans (albani) i saces (sacesinae). El rei Darios III es va refugiar l'hivern del 331 al 330 aC a Ecbàtana, capital de la Mèdia on amb ajut d'Atròpates va intentar reclutar un nou exèrcit, però no ho havia aconseguit quan va aparèixer allí Alexandre el juny del 330 aC. Darios va fugir i Atròpates va fer submissió a Alexandre, que el va confirmar com a sàtrapa de Mèdia, satrapia que havia donat a Oxidates i que li va prendre.
Atròpates fou lleial i quan Parmenió fou assassinat a Ecbàtana va dominar la situació. El 324 aC un tal Bariaxes, rebel que deia ser rei dels medes i perses, fou detingut per Atròpates, que el va entregar a Alexandre a Pasàrgada.
Poc després Atròpates va anar a Susa amb Alexandre i la seva filla es va casar amb Perdicas d'Orèstia. L'hivern del 324 al 323 aC va allotjar Alexandre a Ecbàtana i li va oferir cent dones soldats. Allí va morir Hefestió, amic íntim d'Alexandre, poc després d'arribar.
Al 323 aC va morir Alexandre i el 320 aC a la Conferència de Triparadisos la Mèdia fou dividida: la part sud pel general macedoni Pitó i la part nord per Atròpates. No va participar en les guerres subsegüents i es creu que es va dedicar a restaurar el mazdeisme, que havia estat perseguit al temps d'Alexandre i que per això el seu nom es va donar al país.